# Greenidea artocarpi
Greenidea artocarpi är en insektsart. Greenidea artocarpi ingår i släktet Greenidea och familjen långrörsbladlöss. Inga underarter finns listade i Catalogue of Life.